# Louis Marin
Louis Aimé Marin (* 22. Mai 1931 in La Tronche; † 29. Oktober 1992 in Paris) war ein französischer Philosoph, Historiker, Semiotiker, Kunsthistoriker und -kritiker.

## Berufliche Laufbahn
Louis Marin war von 1961 bis 1964 Kulturberater der französischen Botschaft in der Türkei. Danach wurde er bis 1967 Direktor des Französischen Instituts in London. 1967 wurde er Professor an der Université de Paris-Nanterre und an der U.E.R. d'Arts Plastiques de Paris 1-Panthéon-Sorbonne. Ab 1970 lehrte er an der University of California in San Diego und von 1974 bis 1977 an der Johns Hopkins University in Baltimore. Im Anschluss war er von 1977 bis 1992 Professor an der École des Hautes Études en Sciences Sociales (EHESS), Centre de Recherches Historiques in Paris. 1978 wurde er Directeur d'études und 1987 Directeur du Centre de recherche sur les arts et le langage an der EHESS. Von 1985 bis zu seinem Tod lehrte er als Gastprofessor an der Johns Hopkins University. 1992 wurde er in die American Academy of Arts and Sciences gewählt.

## Werk
Marin zeigt in seinem Werk die Spannungen, Intransparenzen und Aporien in der Repräsentations- und Zeichentheorie auf. Er denkt das französische 17. Jahrhundert zusammen mit der Entwicklungsgeschichte der Moderne und erhellt damit das moderne Gedankengut über das Zeichen, die Repräsentation und die Macht. In Das Porträt des Königs geht er aus von der Zeichentheorie Pascals, um zugleich die Macht des Zeichens und die Zeichen der Macht theoretisieren zu können. Diese Beziehung untersucht er auch in den Fabeln von La Fontaine, den Tragödien von Racine und den Märchen von Perrault. In seiner Hinwendung zur Malerei und ihrer Repräsentation, zum Beispiel über Poussin, Caravaggio und Philippe de Champaigne, findet man den gleichen Dialog zwischen dem Klassizismus und der Moderne. Ausgehend von Texten von Montaigne, Rousseau und vor allem Stendhal nimmt Marin in Die exkommunizierte Stimme und L’écriture de soi das Thema der Autobiographie, der Produktion und Repräsentation seiner selbst, auf. Seine Perspektive erinnert an diejenige von Philippe Lejeune, unterscheidet sich aber durch philosophischere Fragestellungen und einen stärkeren Akzent auf den Aussageparadoxien der autobiographischen Gattung. Dadurch hebt sich Marin ab von seinen Zeitgenossen und seinen strukturalistischen Vorgängern. In Von den Mächten des Bildes, das als eine Summe seines Werkes verstanden werden kann, fragt er nach der ursprünglichen Kraft des Bildes. Im Anschluss an die dekonstruktivistische Kritik an der philosophischen Tradition, für die ein Bild immer eine seinsmäßige Abschwächung war, vollzieht Marin eine Wendung vom Bild des Seins zum «Sein des Bildes».
Sein Einfluss ist unter anderem bei Denkern wie Jacques Derrida, Hubert Damisch und Georges Didi-Huberman zu verzeichnen.

## Werke
- Études sémiologiques : Ecritures, peintures (1971, rééd. Klincksieck, 2005)
- Sémiotique de la Passion, topiques et figures (Desclée de Brouwer – Aubier-Montaigne, 1972)
- Le récit évangélique avec Cl. Chabrol (Aubier-Montaigne, 1972)
- Utopiques : jeux d'espaces (Minuit, 1973)
- La Critique du discours (Éditions de Minuit, 1975)
- Détruire la peinture (Éditions Galilée, 1977)
  - Die Malerei zerstören, diaphanes, Zürich/Berlin 2003
- Le récit est un piège (Editions de Minuit, 1978)
- Le Portrait du roi (Éditions de Minuit, 1981)
  - Das Porträt des Königs, diaphanes, Zürich/Berlin 2006
- La Voix excommuniée. Essais de mémoire (Éditions Galilée, 1981)
  - Die exkommunizierte Stimme. Erinnerungsversuche, diaphanes, Zürich/Berlin 2002
- La Parole mangée et autres essais théologico-politiques (Klincksieck, 1986)
- Jean-Charles Blais, du figurable en peinture (Busson, 1988)
- Opacité de la peinture. Essais sur la représentation en Quattrocento (Éditions Usher, 1989). Neuausgabe: Éditions de l'EHESS, nouvelle édition, 2006
  - Das Opake der Malerei. Zur Repräsentation im Quattrocento, diaphanes, Zürich/Berlin 2004
- Lectures traversières (Albin Michel, 1992)
  - Querlektüren, diaphanes, Zürich/Berlin 2011
- De la représentation (Seuil, 1993)
- Des pouvoirs de l’image ouvrage posthume publié en 1993.
  - Von den Mächten des Bildes. Glossen, diaphanes, Zürich/Berlin 2007
- Philippe de Champaigne, ou, La présence cachée (Hazan, 1995)
- Pascal et Port-Royal (PUF, 1997)
- De l'entretien (Minuit, 1997)
- Über das Kunstgespräch, diaphanes, Zürich/Berlin 2001
- Sublime Poussin (Seuil, 1998)
- L'écriture de soi (PUF, 1999)
- Politiques de la représentation (Kime, 2005)
- Texturen des Bildlichen, diaphanes, Zürich/Berlin 2006

## Aufsätze in deutscher Übersetzung
- Das Sein des Bildes und seine Wirkungsmacht. (1993) in: Bildtheorien aus Frankreich. Eine Anthologie. Hrsg. v. Emmanuel Alloa, München, Reihe "eikones" 2011, S. 305–322.
- "Im Laboratorium der Schrift-Figur", in Lesbarkeit/Lisibilité, hrsg. M. Pic & E. Alloa. in: Trivium. Deutsch-französische Zeitschrift für Geistes- und Sozialwissenschaften 10 (2012).

## Sekundärliteratur
- Vera Beyer, Jutta Voorhoeve und Anselm Haverkamp (Hrsg.): Das Bild ist der König: Repräsentation nach Louis Marin. Fink, München 2006.